# Arturo Ferrario
Arturo Ferrario   (Milà, 24 de juny de 1891 - Bèrgam, 12 de setembre de 1961) va ser un ciclista italià que fou professional entre 1913 i 1927. Com tants d'altres ciclistes del moment va veure interrompuda la seva progressió per culpa de la Primera Guerra Mundial.
En el seu palmarès destaquen dues victòries d'etapa al Giro d'Itàlia de 1924.

## Palmarès
- 1919
  - 1r al Giro dell'Umbria i vencedor d'una etapa
- 1924
  - Vencedor de 2 etapes al Giro d'Itàlia

### Resultats al Giro d'Itàlia
- 1923. 33è de la classificació general
- 1924. 16è de la classificació general. Vencedor de 2 etapes
- 1926. Abandona